# Le Manoir (Calvados)
Le Manoir ist eine französische Gemeinde mit 200 Einwohnern (Stand: 1. Januar 2022) im Département Calvados in der Region Normandie (vor 2016 Basse-Normandie); sie gehört zum Arrondissement Bayeux und zum Kanton Bayeux. Die Einwohner werden Manériens genannt.

## Geographie
Le Manoir liegt etwa sieben Kilometer ostnordöstlich von Bayeux nahe der Ärmelkanalküste. Umgeben wird Le Manoir von den Nachbargemeinden Ryes im Nordwesten und Norden, Bazenville im Norden, Villiers-le-Sec im Osten und Südosten, Saint-Gabriel-Brécy im Südosten und Süden, Vienne-en-Bessin im Südwesten und Westen sowie Sommervieu im Westen und Nordwesten.

## Bevölkerungsentwicklung
| Jahr                       | 1962 | 1968 | 1975 | 1982 | 1990 | 1999 | 2006 | 2019 |
| Einwohner                  | 137  | 145  | 147  | 114  | 107  | 109  | 198  | 217  |
| Quellen: Cassini und INSEE |      |      |      |      |      |      |      |      |

## Sehenswürdigkeiten
- Kirche Saint-Pierre aus dem 12. Jahrhundert, Monument historique seit 1926
- Schloss Beaupigny
- Römischer Meilenstein aus der Regierungszeit von Kaiser Claudius
- Brücke Le Bigard aus dem Jahre 1818

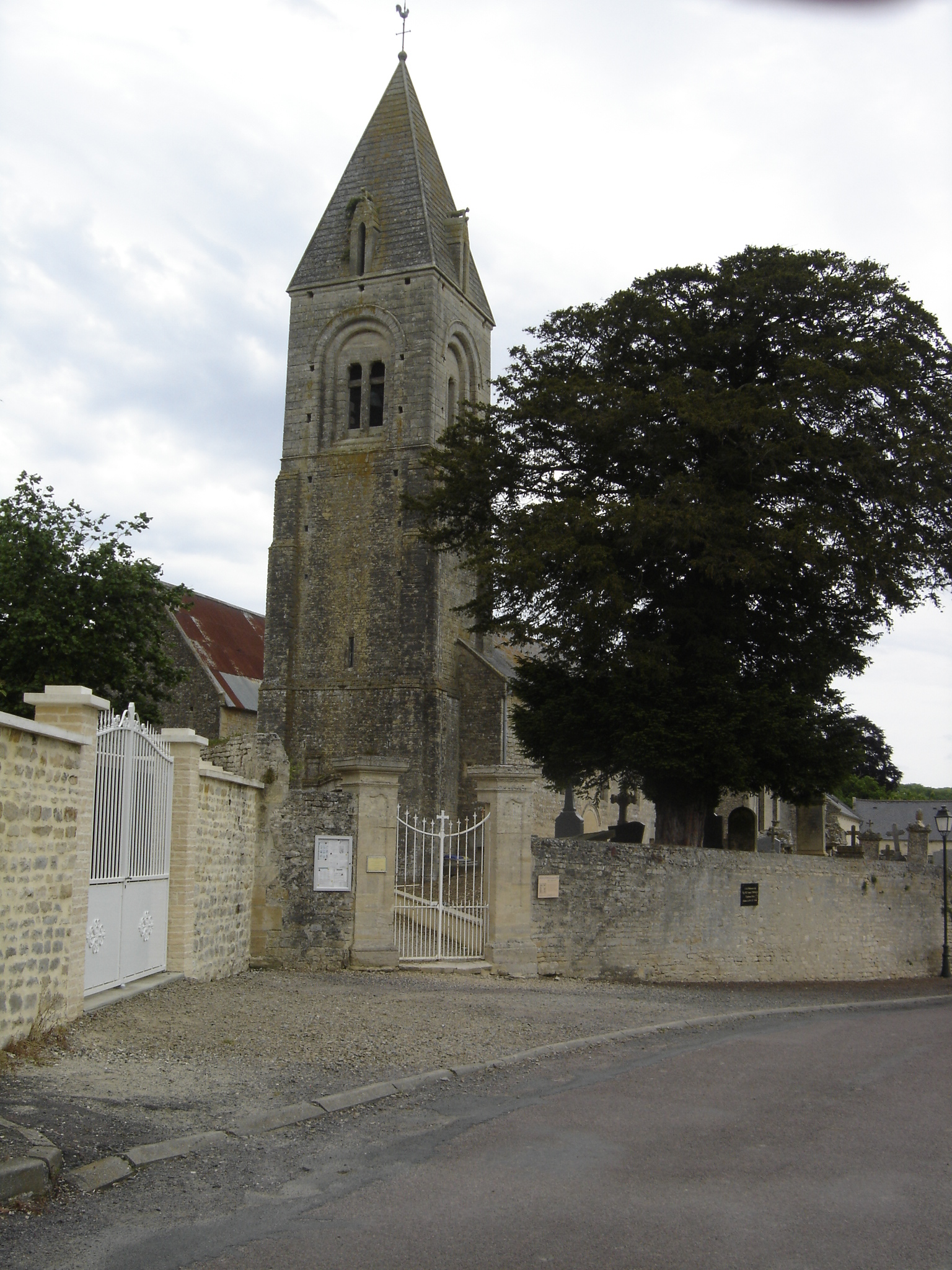
Kirche Saint-Pierre
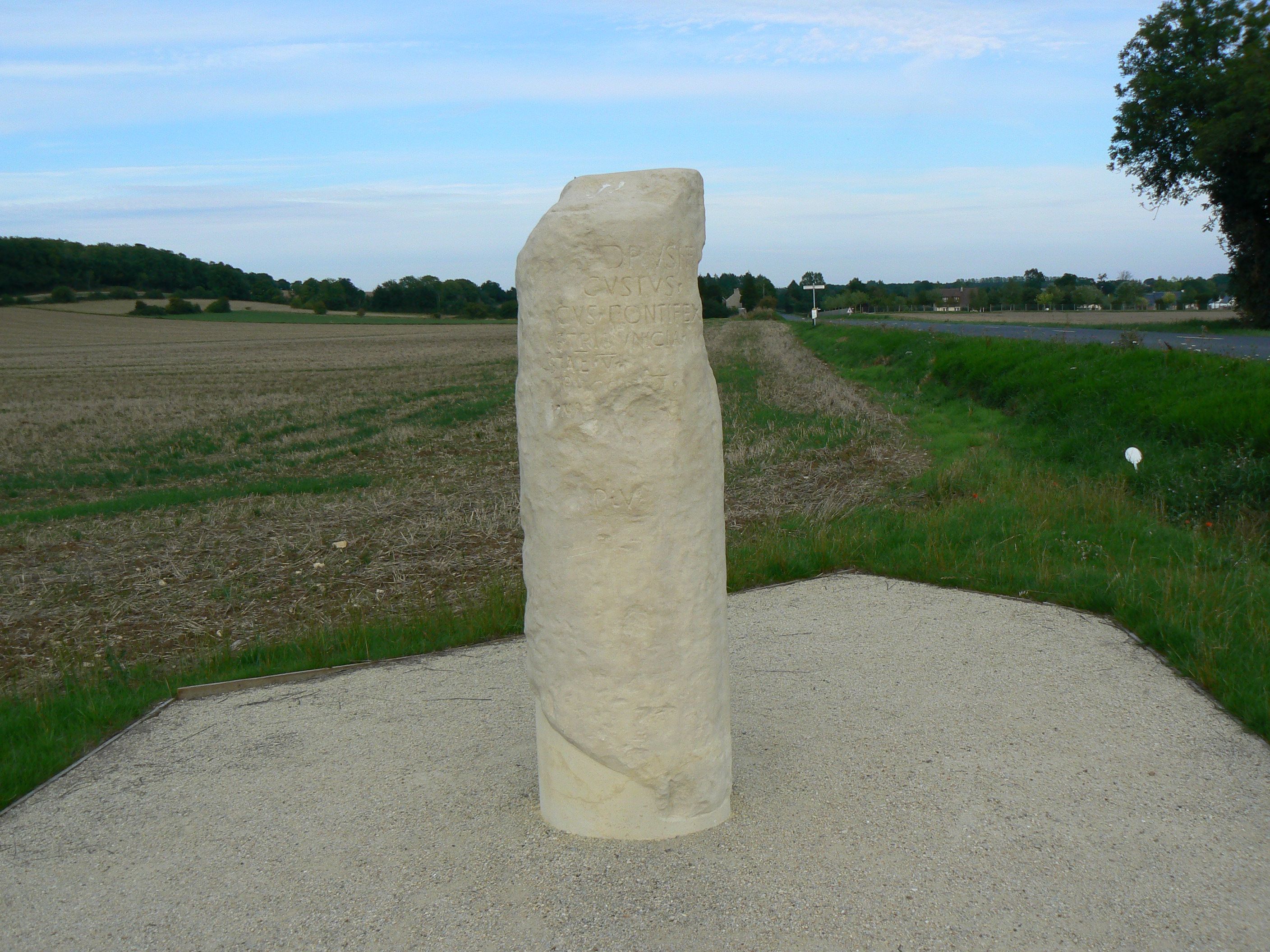
Römischer Meilenstein
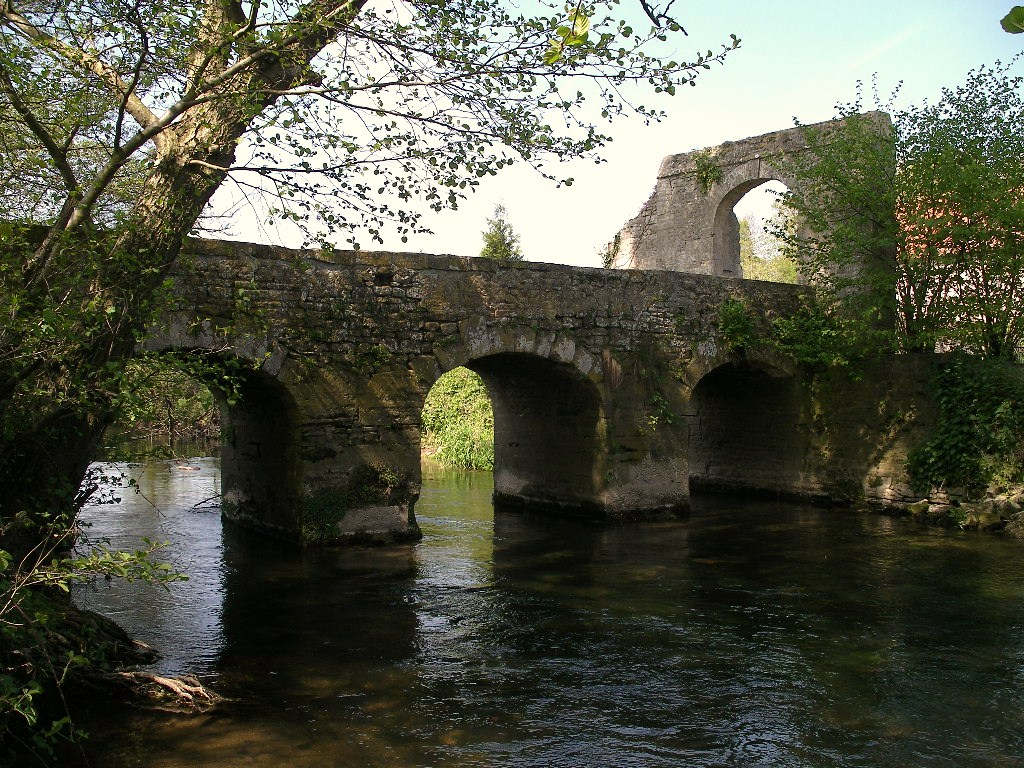
Brücke Le Bigard